# Cuscuta epithymum
Cuscuta epithymum o cabelle(t)s de farigola, cabells de tomaní o barbes de caputxí, és una espècie de planta paràsita del gènere cúscuta. El seu epítet específic, epithymum, fa referència al fet que creix sobre el timó altrament dit farigola, tot i que també parasita moltes altres plantes inclòs l'alfals. És autòctona de tots els Països Catalans i de gran part de la resta d'Europa

## Descripció
Planta paràsita teròfita fliforme (de 10 a 40 cmde llargada) i voluble sense clorofil·la. Parasita moltes espècies fruticoses i herbàcies, principalment xeromorfes. Viu a la regió mediterrània i la muntanya mitjana fins als 2100 m.
Els seus estils tenen una lonitud igual o superior a la de l'ovari. Fa glomèrus de 4-12 mm de diàmetre, les seves tiges sovint són rogenques o vermelloses. Les flors fan de 2 a 5 mm de diàmetre. Floreix d'abril a setembre.